# 鄄城战役
鄄城战役战役发生于1946年10月27日-1946年10月31日，是第二次国共内战初期由中國共產黨领导的晋冀鲁豫野战军在山东鄄城地区与國民革命軍进行的一次运动战。

## 背景
1946年国共内战爆发后刘伯承、邓小平指挥的晋冀鲁豫野战军在8月10日至10月7日间在鲁西南地区连续发动一系列攻势，消灭国军4万多人，攻占鲁西南大片区域。10月中旬，郑州绥靖公署以整编第二十七军及第四、第五绥区各一部共8个整编师，在王敬久指挥下分三路由柳林鎮、金乡、菏泽一线及滑县地区，分别向嘉祥、巨野、濮阳一线发起反攻以遏制攻势。刘邓二人鉴于对国军正面抗衡难以取胜，即决定除留少数军队牵制和袭扰国军，将主力于十月二十七日夜，秘密从菏泽钜野公路以北一线运动。避开国军主力，西进濮阳，寻找战机。

## 战役过程
1946年10月27日-29日，晋冀鲁豫野战军主力秘密行进途中，侦知第四绥靖区国军整编第六十八师之第一一九旅附第二十九旅1个团及炮兵第十团1个营由菏泽向鄄城前进。鉴于国军孤军冒进，刘邓二人见有机可趁，当机改变作战部署，将冒进的国军消灭于鄄城地区。
10月29日日黄昏前，国军整六十八师一一九旅旅长刘广信率其三五五团、三五六团、二十九旅之八十六团及炮十团一个营、整六十八师炮兵营，进到鄄城以南之苏屯、石庄、崔庄、高魁庄、富春、北宁春、苗庄、刘家庄、任庄、蜂窝、迈庄地区。当晚晉冀魯豫野戰軍乘夜间突袭高庄，消灭国军守军一个营，同时切断其他国军之间的联系。
10月30日，刘汝明调八十一旅二四一团由小留集增援，被阻于白衣集以北之霍庄、李大常庄。30日夜，晉冀魯豫野戰軍各纵分头同时攻击，遂克苏屯、迈庄、蜂窝、富春，歼灭驻扎于任庄的国军三五六团。
10月31日午，石庄、崔庄的国军向刘家庄撤退。晉冀魯豫野戰軍在国军撤退途中发起突袭，国军大部被聚歼于野外。同日，刘广信率残部突围，遭晋冀鲁豫野战军围攻。刘汝明率部突围的同时驻守在霍庄与李大常庄的国军先行撤退，晉冀魯豫野戰軍追之不及，仅消灭一个连。刘汝明率100余突围至白衣集附近，被追上消灭。鄄城之战至此結束。
鄄城遭到攻击后，国军增援部队经滑县东向增援鄄城，被阻于红船口迄皇姑庵线上，徘徊不前，始终未能增援鄄城国军援军。鄄城被晋冀鲁豫野战军占领后，国军各路增援部队相继撤退。

## 战役结果
此役国军整编第一一九旅、第二九旅1个团、1个炮营，合计9100余人被歼灭，美制榴弹炮8门及大批作战物资被缴获，国军增援部队撤退后，解放军主力即转至鄄城以北、濮阳以东地休整。